# Andrea Mamé
Andrea Antonio Mamé (ur. 15 stycznia 1972 w Mediolanie, zm. 30 czerwca 2013 na torze wyścigowym Circuit Paul Ricard, Le Castellet, Var) – włoski kierowca wyścigowy i przedsiębiorca.

## Życiorys
W 2009 roku założył Mamé Group, w której był prezesem i dyrektorem generalnym.
Podczas wyścigu Lamborghini Super Trofeo na torze Circuit Paul Ricard w 2013 roku uczestniczył w wypadku pięciu samochodów. Wszyscy kierowcy zostali przewiezieni do centrum medycznego, w którym w wyniku odniesionych w wypadku obrażeń Andrea Mamé zmarł.

## Podsumowanie startów
| Sezon | Seria                                 | Zespół        | Wyścigi | PP | Wygrane | Punkty | Pozycja |
| ----- | ------------------------------------- | ------------- | ------- | -- | ------- | ------ | ------- |
| 2009  | SEAT León Supercopa Italy             | AC Racing     | 6       | 0  | 0       | 3      | 32      |
| 2010  | Italian GT Championship – GT Cup      | Kessel Racing | 6       | 0  | 0       | 19     | 22      |
| 2011  | GT Sprint International Series        | Mik Corse     | ?       | ?  | ?       | ?      | ?       |
| 2011  | Lamborghini Super Trofeo – Pro-Am     | ?             | ?       | ?  | ?       | ?      | ?       |
| 2011  | Italian GT Championship – GT Cup      | Mik Corse     | 6       | 0  | 0       | 0      | 0       |
| 2013  | Lamborghini Super Trofeo – Am Drivers | ?             | ?       | ?  | ?       | 57     | 2       |